# Johannes Brötli
Johannes Brötli (* um 1494 in Sevelen; † 1528, auch Panicellus (aus lat. kleines Brot) genannt) war ein katholischer Priester, reformierter Pfarrer und dann eine führende Person der Schweizer Täuferbewegung in Zürich und Schaffhausen um 1525, wo er schliesslich als Märtyrer starb.

## Leben
Nach einem Studium ab 1515 in Basel war Johannes Brötli vorerst katholischer Pfarrverweser in Vilters und ab 1521 in Quarten am Walensee. Da er seine Frau öffentlich heiratete, geriet er mit der Obrigkeit in Konflikt, und zog daher 1523 nach Zollikon im Kanton Zürich, wo er als Pfarrhelfer tätig war und keine Pfründe mehr hatte. Hier schloss er sich der reformatorischen Bewegung um Zwingli und später dem Kreis um Felix Manz und Konrad Grebel an, aus dem im Januar 1525 die erste Täufergemeinde entstand. Brötli trat bereits vorher als Priester zurück, unterrichtete ohne Amt die Täufer, und er war einer der Mitunterzeichner (als Johannes Panicellus) des zweiten Briefes, der am 5. September 1524 aus dem Zürcher Täuferkreis an Thomas Münzer geschrieben wurde.
Nach der Zürcher Täuferdisputation vom 17. Januar 1525 musste Brötli zusammen mit Wilhelm Reublin und allen auswärtigen Täufern die Stadt Zürich innerhalb von acht Tagen verlassen. Diese acht Tage benutze er, um zusammen mit Georg Blaurock und Felix Manz in seiner Pfarrgemeinde eine Täufergemeinde entstehen zu lassen. Dort wurde Brötli am 21. Januar 1525 getauft, und am 22. Januar 1525 vollzog er die erste dokumentierte Gläubigentaufe an Fridli Schumacher.

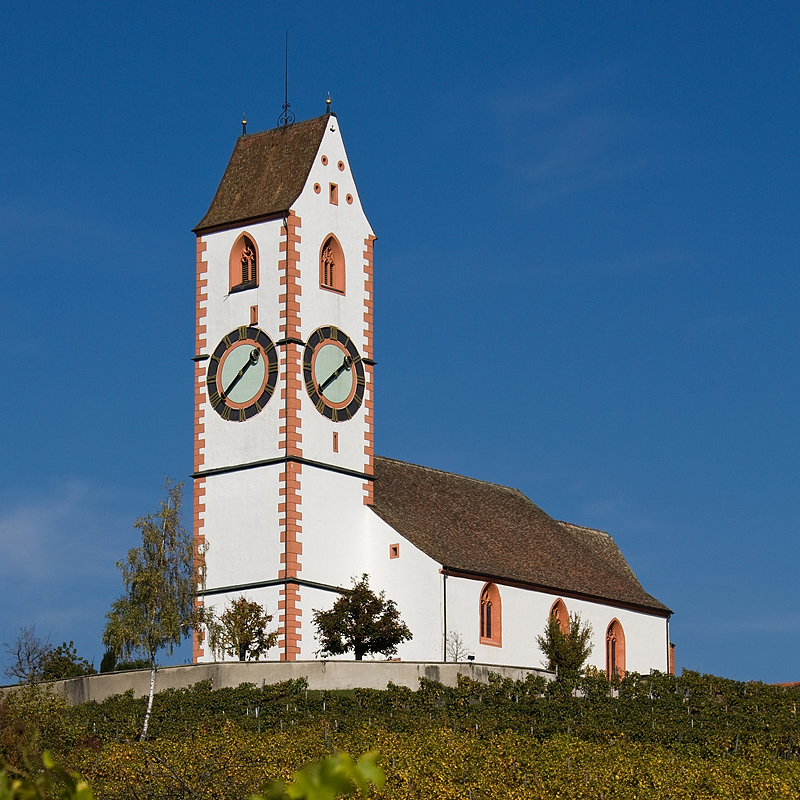
Hallau: Kirche St. Moritz (erbaut 1491)

Bevor die Ausweisungsfrist abgelaufen war, begab er sich zusammen mit Reublin nach Hallau und darauf nach Schaffhausen, wo er sich mit Konrad Grebel und Sebastian Hofmeister traf. In Hallau herrschte im Zusammenhang mit den Bauernaufständen im nahegelegenen Schwarzwald eine stark antiklerikale Atmosphäre. Die Bauern forderten nach mehreren Missernten unter anderem ein Ende der Abgaben des Zehnten, des Frondienstes und der Leibeigenschaft. Es kam so zu einer Verknüpfung der wirtschaftlichen Interessen der Bauern und des Programmes der reformatorischen Täufer um Johannes Brötli, denn sowohl die Bauern als auch die Täufer forderten die örtliche Pfarrerwahl und die damit verbundene Aufhebung der Abgaben. Nachdem Brötli im April 1525 den katholischen Pfarrer des Ortes vertrieben und das Kirchengebäude übernommen hatte, kam es in Hallau zu einer Massenbewegung, die in die erste täuferische Volkskirche mündete. Von Hallau ausgehend wurden bald neue Täufergemeinden gegründet. Die Vorgänge in Hallau waren auch eng verbunden mit dem Aufstand der Winzer in Schaffhausen, die den Sturz des Stadtrates forderten.
Als die Stadt Hallau später den Österreichern übergeben wurde, flohen viele Einwohner. Johannes Brötli selbst wurde nach den Berichten des mennonitischen Märtyrerspiegels (als Hans Pretle) im Jahr 1528 auf dem Scheiterhaufen verbrannt, nachdem eine Auswanderung nach Mähren wahrscheinlich gescheitert war. Nähere Umstände seines Todes sind jedoch nicht überliefert.
Nach den Ereignissen in Hallau und anderen Orten, an denen der Versuch eine täuferische Volkskirche zu etablieren, gescheitert war, entwickelte sich die Täuferbewegung zur Freikirche und trat für die Trennung von Staat und Kirche ein, was unter anderem die Schleitheimer Artikel von 1527 belegen.